# Euphranta conjuncta
Euphranta conjuncta är en tvåvingeart som beskrevs av Friedrich Georg Hendel 1928. Euphranta conjuncta ingår i släktet Euphranta och familjen borrflugor.
Artens utbredningsområde är Sri Lanka. Inga underarter finns listade i Catalogue of Life.